# Thibaudia
Thibaudia es un género con unas 60 especies aceptadas  de plantas fanerógamas perteneciente a la familia Ericaceae. Se distribuyen por Mesoamérica, Colombia, Venezuela, Guyana, Surinam, Ecuador, Perú y Bolivia.

## Descripción
Son arbustos epifíticos a terrestres. Hojas alternas, perennes, pecioladas, coriáceas a subcoriáceas, pinnatinervias o plinervias, los márgenes enteros o crenulados. Inflorescencias axilares o terminales, del tipo acerico pulviniformes (glomeruladas), subfasciculadas, racemosas o paniculadas con pocas a muchas flores; bráctea floral 1, pequeña; pedicelos articulados con el cáliz (Mesoamérica) o rara vez continuos; bractéolas 2. Flores 5-meras, sin aroma, la estivación valvada; cáliz sinsépalo, el tubo cortamente cilíndrico o campanulado, sin alas o en ocasiones angostamente 5-angulado o alado, el limbo erecto a ligeramente patente distalmente; corola simpétala, subcilíndrica, ocasionalmente 5-angulada, rara vez ligera a fuertemente alada, membranácea; estambres 10, iguales, frecuentemente casi tan largos como la corola; filamentos distintos o connatos, iguales, los conectivos sin espolones; anteras iguales, el tejido de desintegración ausente, las tecas lisas o ligeramente granulares, los túbulos 2, distintos, casi del largo de las tecas o rara vez el doble de largo, dehiscentes por hendiduras introrsas alargadas; polen sin hilos de viscina; ovario ínfero. Frutos en bayas.

## Taxonomía
El género fue descrito por Ruiz & Pav.  y publicado en Exposition des Familles Naturelles 1(2): 362. 1805. La especie tipo es: Thibaudia mellifera Ruiz & Pavón ex St. Hil.

## Especies seleccionadas
- Thibaudia acuminata
- Thibaudia affinis
- Thibaudia alata
- Thibaudia albiflora
- Thibaudia alnifolia
- Thibaudia amplectens
- Thibaudia andrei
- Thibaudia angustifolia
- Thibaudia melliflora Ruiz & Pav. - puechato sumacmisqui, sumacmisqui.[3]